# Romildo Borges Mendes
Romildo Borges Mendes (Fortaleza, 9 de abril de 1916 — Montes Claros, 5 de setembro de 1990) foi um médico, educador, empresário, militar, professor e político brasileiro, natural de Fortaleza, Ceará, e radicado em Montes Claros, Minas Gerais, onde foi considerado como um dos maiores nomes da medicina, educação e política do século XX.[carece de fontes?]

## Família

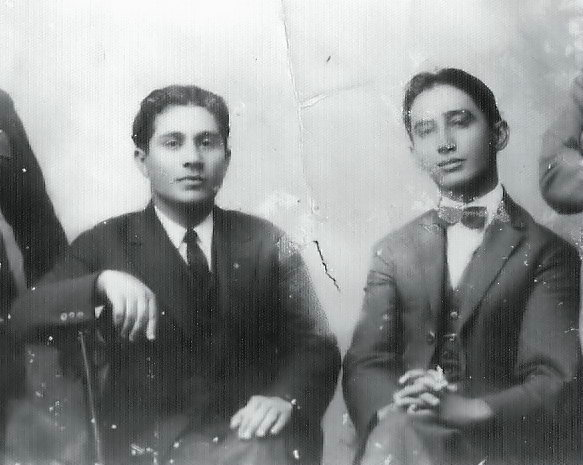
Sebastião Mendes e o Secretário Antônio Mendes

Nasceu Romildo Borges Mendes às 3h do dia 09 de abril de 1916, em Fortaleza, capital do Ceará. Era filho da luso-brasileira Dona Julieta Borges Mendes dos Santos e do Auditor-Fiscal da Receita, Sebastião Mendes dos Santos. Seus avós maternos eram os portugueses (do Alentejo) Ernesto Borges da Silva e Dona Josepha Borges da Silva; enquanto que seus avós paternos eram Joaquim Mendes dos Santos e Maria Evelina dos Santos (filha do Padre José Rodrigues) - que era tia da atriz Florinda Bolkan. Sebastião Mendes dos Santos era maçom na Loja Maçônica "Deus e Liberdade", de Fortaleza/CE, onde era Grau 33; desde os 17 anos, atuou no serviço público estadual, aposentando-se somente 50 anos depois, quando já contava com 67 anos, "sem nunca ter gozado de férias, nem ter faltado um dia de trabalho, sequer", conforme divulgou a imprensa estadual, durante as solenidades em homenagem aos seus 50 anos de serviço público prestado ao estado. Seu irmão, Antônio Mendes dos Santos, também iniciou muito cedo (aos 14 anos) no serviço público estadual, "dando início a uma longa carreira de funcionário dedicado e competente. No Setor fazendário, ascendeu dos mais modestos aos mais elevados postos da carreira, dentre os quais os de Diretor–Geral do Estado e Diretor–Geral do Tesouro", além de ter sido, ainda, Vereador da Câmara Municipal de Fortaleza/CE, tendo chegado a presidi-la em dois momentos diferentes (36/37 e durante a legislatura 51/55); Prefeito Municipal de Fortaleza-CE (1952); e Secretário de Estado da Fazenda (SEFAZ), do Estado do Ceará.

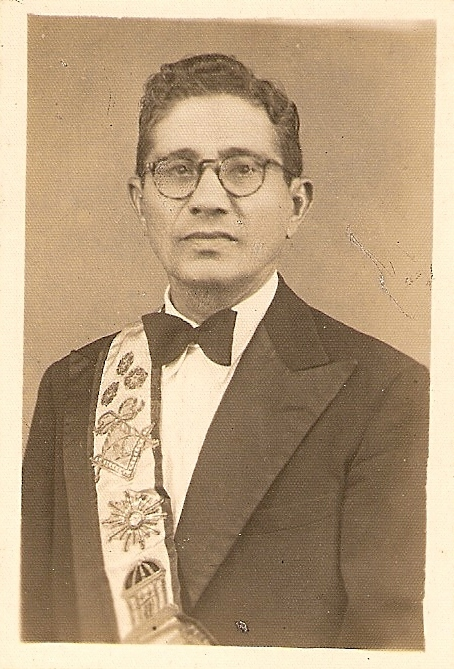
Sebastião Mendes - Maçonaria

Além de Romildo, o casal Sebastião e Julieta teve, ainda, duas filhas: Maria Nemaura Borges Mendes, que, como Romildo, também diplomou-se em Medicina pela Faculda de Medicina da Bahia - FAMEB; e Marlene Borges Mendes, que fez-se professora e psicóloga.

## Formação

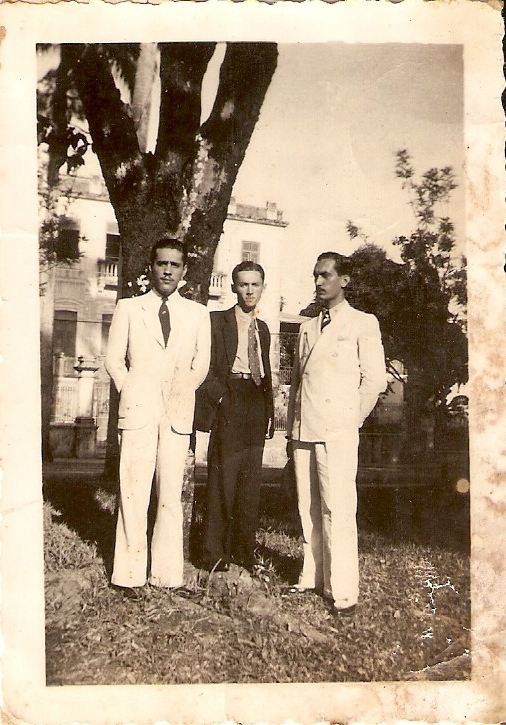
Dr. Mendes - FAMEB

Romildo fez o curso primário no Colégio Nogueira e secundário no Liceu do Ceará e no Ginásio São João em sua cidade natal. Foi aluno de Dom Helder Câmara. Aos 16 anos, em 1932, ingressou à tradicional Faculda de Medicina da Bahia - FAMEB, onde atuou em sua política estudantil, por meio do Diretório Acadêmico da Faculdade de Medicina da Bahia. Ainda ali na FAMEB, diplomou-se em Medicina, em 1938, aos 22 anos, com o título de doutor, por ter defendido tese. Foi Professor de Higiene no Colégio Estadual do Ceará. Chefe do Posto de Higiene do SESP em Terezina no Piauí. Chefe do Hospital do SESP em Fortaleza, Ceará. Diretor da Maternidade Senhora Juvenal de Carvalho, em Fortaleza. Ainda em Fortaleza, diretor da Casa da Saúde "Antônio Justo" - Chefe da S.A. da Delegacia do SAPS no Ceará. Chefe do Posto D.D.S. em Coração de Jesus, Minas Gerais. Chefe do Centro de Saúde de Montes Claros/MG. Chefe do Departamento Municipal de Saúde, ainda em Montes Claros.

## Atuação política

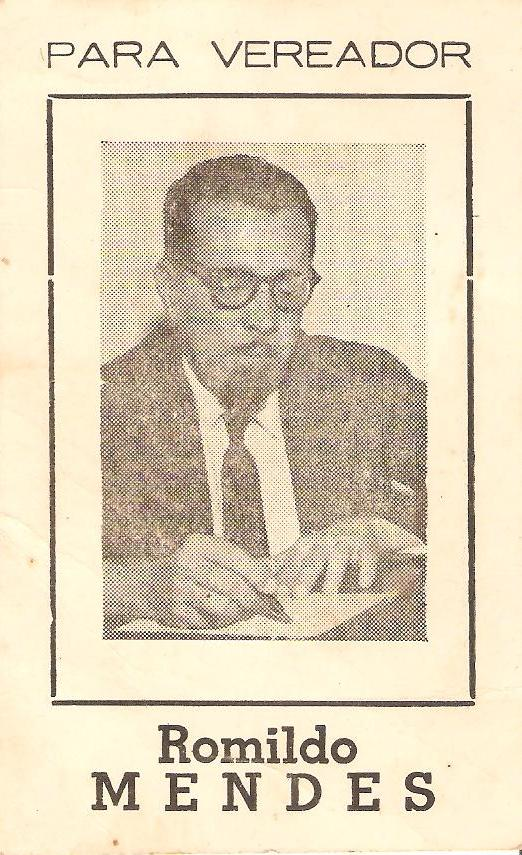
Dr. Mendes - candidato

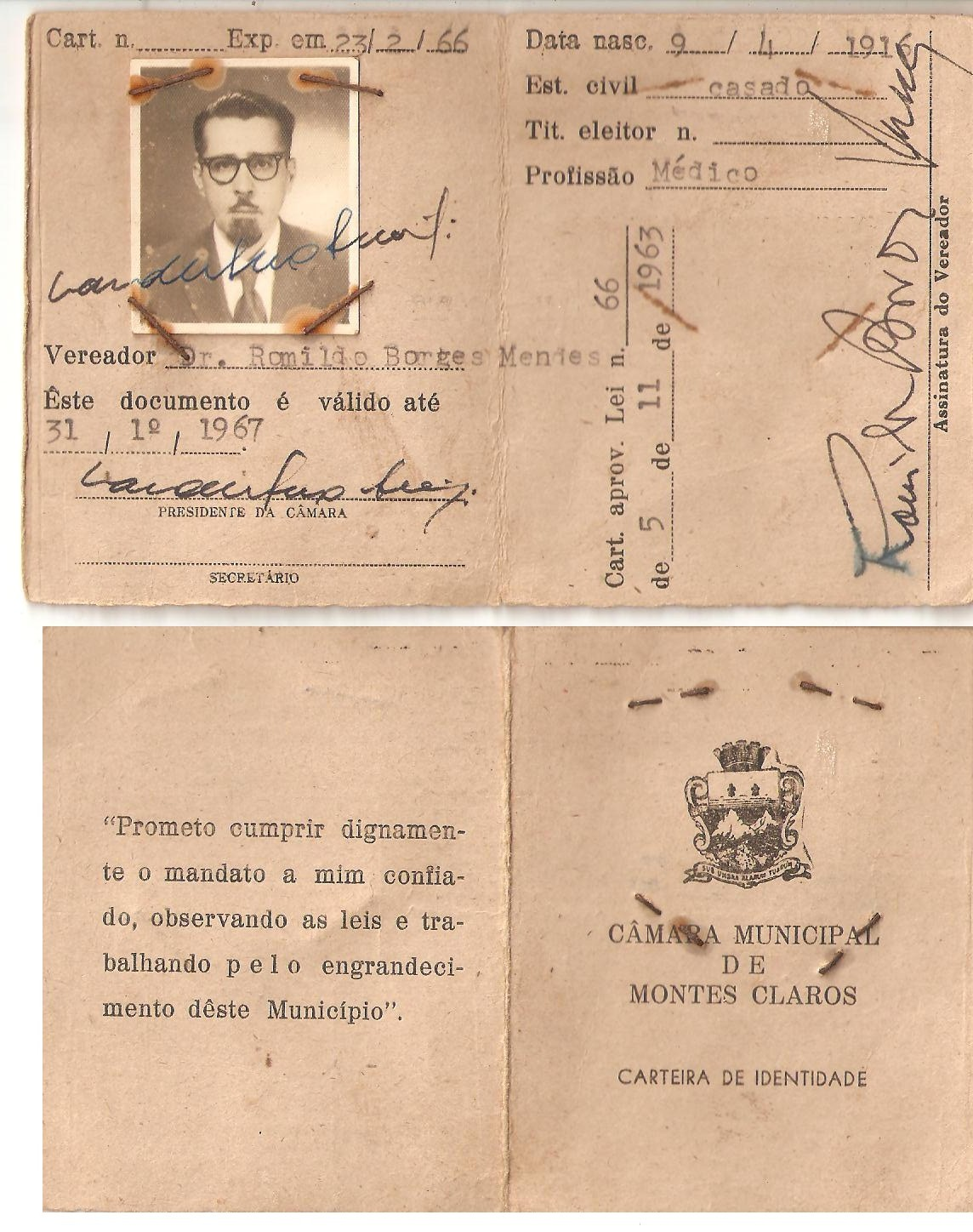
Carteira de Vereador

Atuou, em Montes Claros, como médico; e, por duas vezes, como Secretário Municipal de Saúde. Em Montes Claros, foi, também, vereador da Câmara Municipal, e liderança partidária. Atuou como procurador da Prefeitura Municipal de Montes Claros, junto ao Ministério dos Esportes, onde conseguiu recursos para a construção da Praça de Esportes de Montes Claros. Foi um dos pré-fundadores e fundadores da FADIR - Faculdade de Direito de Montes Claros, da FAMED - Faculdade de Medicina de Montes Claros, e da FAFIL - Faculdade de Filosofia, Ciências e Letras de Montes Claros da FUNM - Fundação Universidade do Norte de Minas. Na FAFIL, fundada em 1963, atuou como professor e membro da direção (suplente da congregação). Na FADIR, foi um dos valorosos homens que, ao dia 09 de novembro de 1964, assinou sua ata de fundação, na assembléia realizada na Associação Comercial, Industrial e de Serviços de Montes Claros: foi, ainda, seu primeiro professor de Medicina Legal. Na FAMED, juntamente com os primos de sua esposa (Dona Terezinha de Lélis), Mário Ribeiro da Silveira e Antônio Augusto Tupynambá; do Dr. Hermes Augusto de Paula, entre outros asclepianos de notável valor, foi um de seus idealizadores, pré-fundadores e fundadores (1969), além de integrar, por muitos anos, seu Corpo Docente.

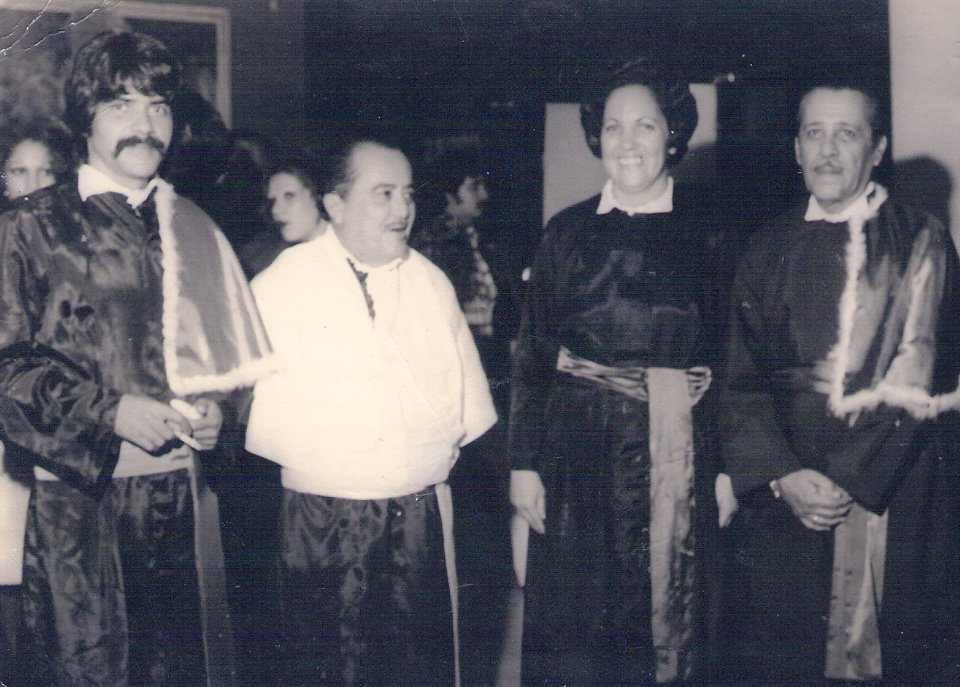
REL Mendes, Reitor Maurício e Dr. Mendes

Na década de 80, as faculdades: FAFIL, FADIR e FAMED, juntamente com a FADEC (criada em 1972) e com a FACEART (criada em 1987), que integravam à FUNM - Fundação Universidade do Norte de Minas, vieram a formar a Universidade Estadual de Montes Claros, quando do advento da nova Constituição do Estado de Minas Gerais, de 1989. Dr. Mendes é, portanto, um dos fundadores da Unimontes. O Dr. Mendes era Professor Catedrático da Unimontes.

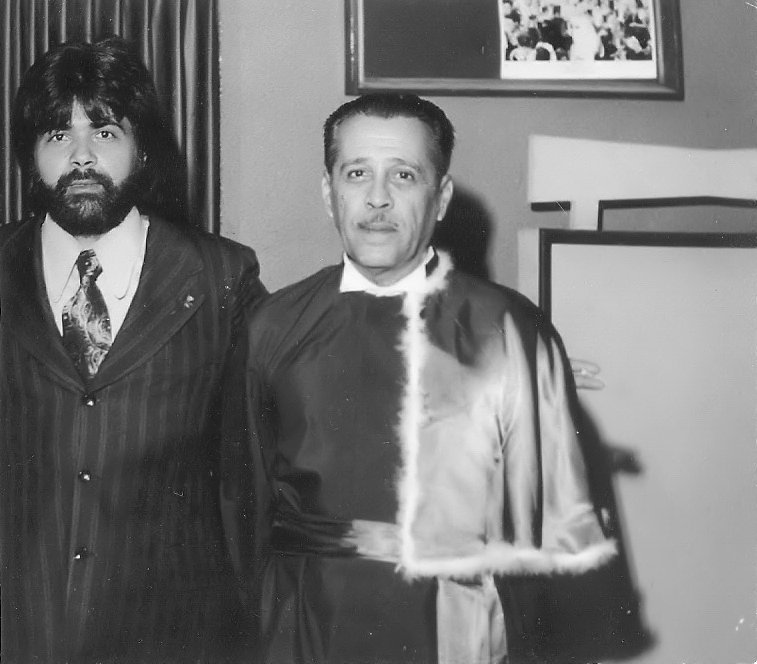
REL Mendes e Dr. Mendes

Arguto educador, além de professor da Universidade Estadual de Montes Claros, o Dr. Romildo Borges Mendes também lecionou no Colégio Imaculada Conceição de Montes Claros (CIC - Rede Beerlar).
No Colégio Normal de Montes Claros (Escola Estadual Prof. Plínio Ribeiro), o Dr. Mendes era o Titular da Cadeira de Biologia; foi, ainda, ali, Vice-Diretor.

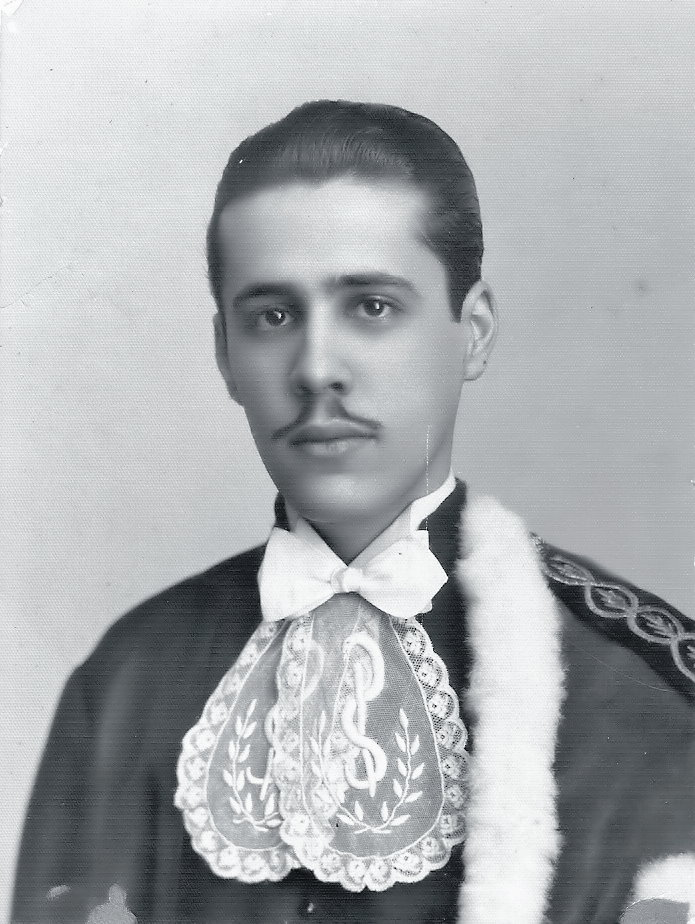
Dr. Mendes - 1938

Foi fundador e sócio, junto ao Padre Aderbhal Murtha de Almeida, do Colégio São Noberto de Montes Claros, de onde também foi professor. Hoje, o antigo Colégio São Noberto é o Campus São Noberto - Faculdade de Direito, das Faculdades Integradas do Norte de Minas - FUNORTE.

## Carreira militar

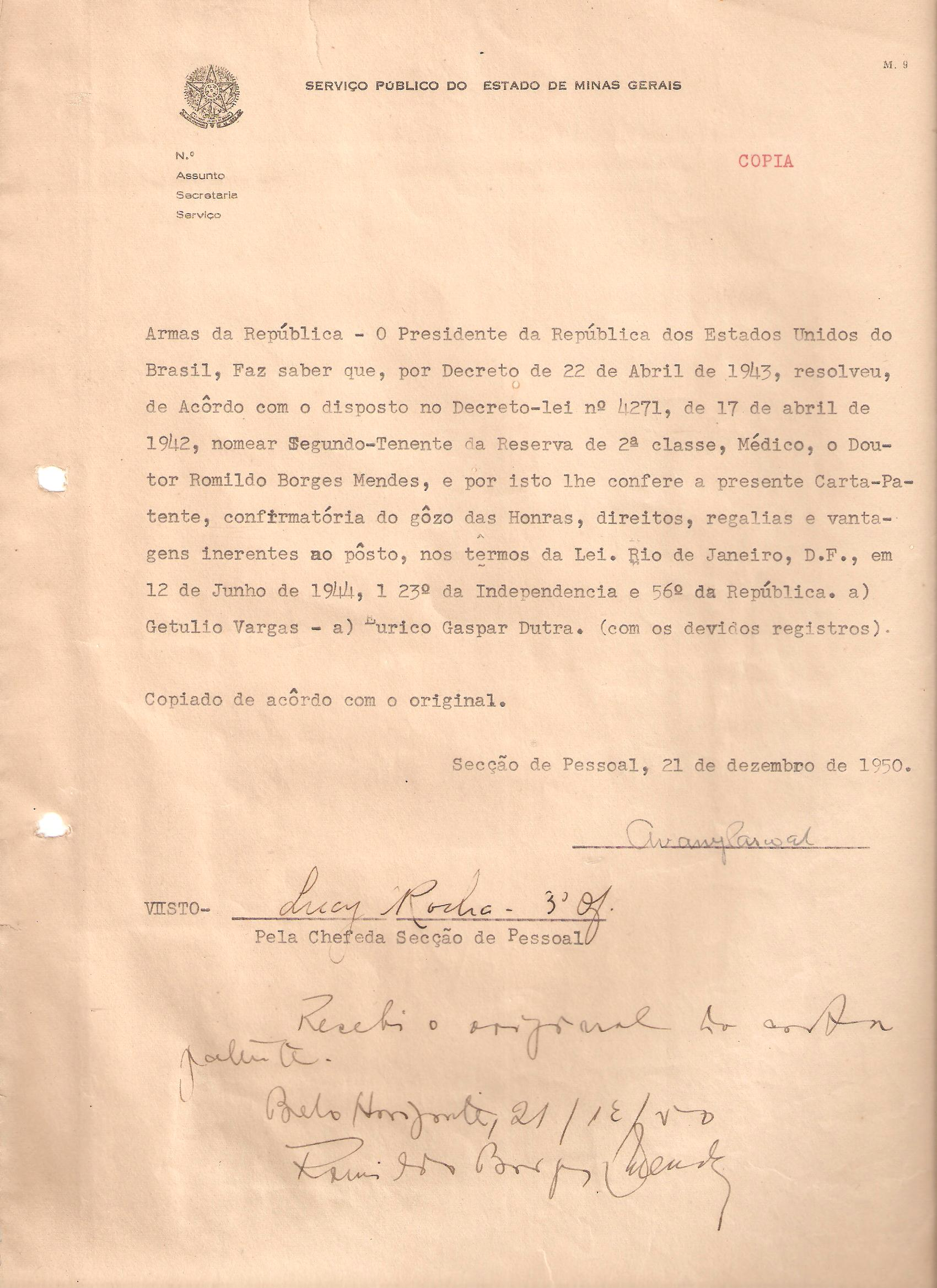

Em 12 de Junho de 1944 (23º da Independência e 56º da República), o Presidente da República do Brasil, Dr. Getúlio Dornelles Vargas, faz saber que, por Decreto de 22 de Abril de 1943, resolveu, de acordo com o disposto no Decreto-Lei nº 4271, de 17 de abril de 1942, nomear Segundo Tenente da Reserva de Segunda Classe, Médico, o Doutor Romildo Borges Mendes, conferindo-lhe Carta-Patente, confirmatória do gozo das Honras, Direitos, Regalias e Vantagens inerentes ao posto, nos termos da Lei. (A Carta-Patente veio, devidamente registrada, e assinada pelo Presidente da República, Getúlio Dornelles Vargas e o então Ministro da Guerra, que seria o próximo Presidente da República, dois anos depois, o Generalíssimo Eurico Gaspar Dutra.

## Jornalismo
Com inclinadas habilidades às letras e línguas (com efeito, dominava diversas delas, como o inglês, o francês, o espanhol, o português, o italiano e aproveitáveis noções do latim e grego), e profícuo conhecimento nas áreas da Saúde Pública (foi um dos primeiros médicos sanitaristas do Estado de Minas Gerais), História, Política e Sociedade, entre diversas outras temáticas, o Dr. Romildo Borges Mendes foi um exímio jornalista, de "mão cheia". Com efeito, atuou em diversos jornais da cidade de Montes Claros, como o "Tribuna de Montes Claros" (1960), o "Diário de Montes Claros" (1964), etc. Em Conquista, no Triângulo Mineiro, era proprietário da Rádio Vera Cruz.

## Homenagens
Em 18 de novembro de 1980, em virtude da Resolução nº 170, de 29 de Maio de 1974, a Câmara Municipal de Montes Claros houve por bem de conferir ao "Dr. Romildo Borges Mendes" o título de "Cidadão Honorário de Montes Claros", a que fez jus, pelos relevantes serviços prestados à centenária Princesa do Norte.
O Dr. Mendes foi paraninfo e padrinho de diversas turmas das diversas faculdades que compunham à Unimontes; e, ainda, de diversas turmas das diversas instituições escolares em que deu aula.

## Genealogia
SEXTO – AVÓS PATERNOS:

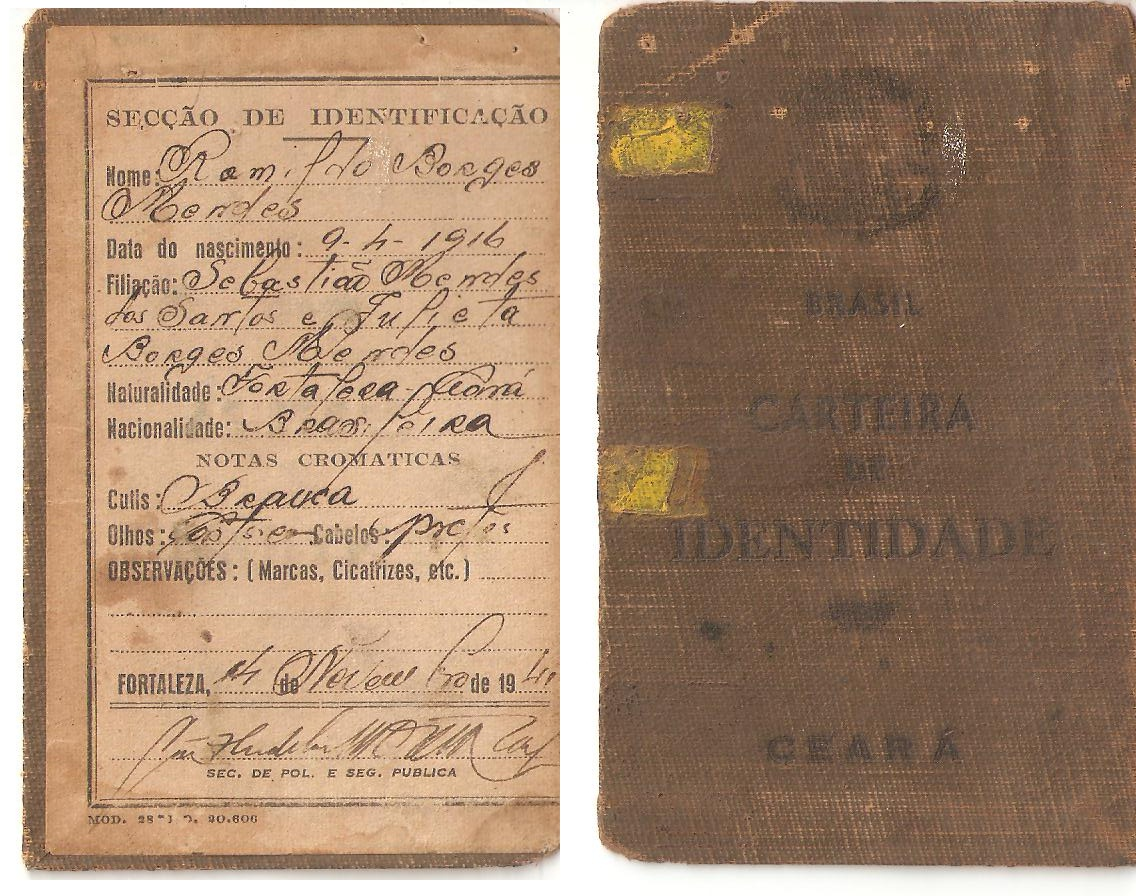
Identidade

Gregório Pires e Domingos Gomes (naturais de Chaves, Portugal). Manoel Nunes de Meira e Maria Madalena Gomes – Manoel era natural de Tijucujajo, Pernambuco, casado a 3 de junho de 1728, com Maria Madalena, natural do Aquiraz; viveram na sua fazenda “Santana de cima”, na ribeira do Rio Choró, termo da vila de Aquiraz, onde ele faleceu em fevereiro de 1737. Ficaram os seguintes filhos: Nicácia Lopes de Meira, Ana Maria da Assunção, José, Francisca, Catharina e Maria Manuela.
QUINTO – AVÓS:
Capitão Gregório Pires Chaves e Ana Maria da Assunção.
Bento Antonio dos Santos e Mariana Francisca dos Santos.
Capitão Gregório Pires Chaves, natural de Santo Estevão, arcebispado / de Braga, veio para o Ceará no segundo quartel do século XVIII. Casou na antiga Vila de Fortaleza, em 23 de agosto de 1752, com Ana Maria, nascida em 1731, em Aquiraz.
Deste casal nasceram os seguintes filhos: João Pires Chaves, Capitão Gregório Pires Chaves, Joaquim Pires Chaves, Rita Maria do Nascimento, Mariana Francisca e Inêz Maria de Jesus.
Ele foi homem de rejusentação e relativa fortuna, como se verifica do seu inventário, que se encontra no cartório de órfãos de Sobral. No ano de 1758 serviu de almotacé; em 1760, de procurador da câmara e nos de 1763, 1766 e 1770, de Juiz de órfãos de Fortaleza. Faleceu a 20 de maio de 1803.
QUARTO – AVÓS PATERNOS:

Procuração

Capitão Antonio José dos Santos e Rita do Nascimento.
Ponciano José de Oliveira e Maria José.
Capitão Antonio José dos Santos, natural de São Salvador, bispado do / Porto, filho legítimo de Bento Antonio dos Santos e Mariana Francisca, ambos daquele bispado. Casou em Amontada, a 31 de Março de 1787, com Rita Maria, nascida em 1768 e falecida a 2 de outubro de 1812, / sendo sepultada na capela de São João da Imperatriz, hoje Vila Velha. Foram seus filhos: Ignez Maria dos Santos, Capitão-mor Joaquim José dos Santos, Mariana Francisca da Conceição, Maria de São Pedro dos Santos, Francisca Maria dos Santos, Joana Maria dos Santos, Bento Antonio dos Santos, Vicente José, Antonio José dos Santos e José Antonio dos Santos.
O Capitão Antonio dos Santos viveu na fazenda Amontada, onde constituiu família.
TRI – AVÓS PATERNOS:
Joaquim José dos Santos e Margarida de Castro Viana.
Capitão-mor Joaquim José dos Santos, nascido a 22 de agosto de / 1789, e casado a 18 de novembro de 1834, com Margarida Viana, filha de Ponciano José e Maria José.
Foi figura de destaque na política do seu tempo.

BIS – AVÓS PATERNOS:
Antonio José dos Santos e Francisca Carolina Mendes dos Santos.
“Padre José Rodrigues” (avô de Florinda Bolkan.
Antonio José dos Santos deixou os seguintes filhos:

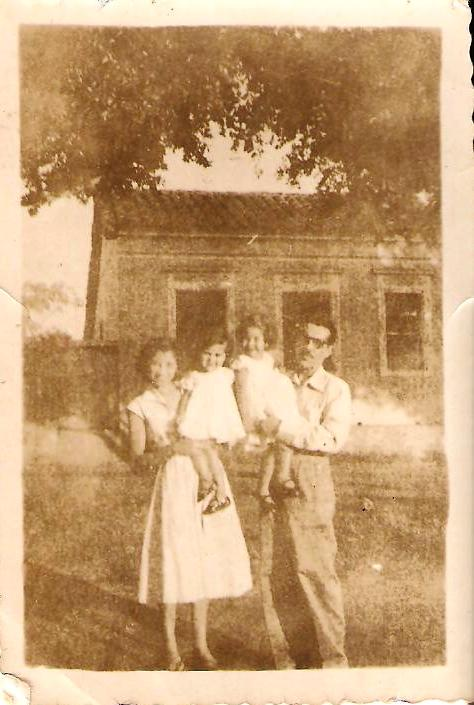
Dr. Mendes e Família

Joaquim Mendes dos Santos, José Antonio dos Santos, Luiza dos Santos (casada com Antonio Avelino) e Margarida dos Santos (casada com o Coronel Bento Carneiro Filho).
Foram filhos do Padre José Rodrigues: Antonio Avelino, Francisco das Chagas, Terezinha, Josefa Primo e Maria Evelina dos Santos.
AVÓS:
Joaquim Mendes dos Santos e Maria Evelina dos Santos (tia de Florinda Bulcão).
Filhos: Margarida, Júlia, Luizinha, Francisca, Maria Luiza (Toinha), Antonio Mendes (que foi presidente da Câmara Municipal e Prefeito Municipal de Fortaleza, além de Secretário de Estado da Fazenda - Ceará) e Sebastião Mendes dos Santos.
Ernesto Borges da Silva e Josepha Borges. Portugueses que vieram para o Brasil no século XIX. Filhos: Carlos, Guiomar, Elisa, Tula, Berta, Julieta Borges, Lourdes.
PAIS:
Sebastião Mendes dos Santos e Julieta Borges. Casados em 1915.
Ele natural de Itapipoca/CE, nascido em 20 de junho de 1889. Foi fiscal de rendas da receita federal, recebendo saudosa homenagem quando se deu seu qüinquagésimo aniversário de “honestidade e devoção ao estado”. Membro da Maçonaria.
Ela natural de fortaleza, filha de portugueses (Ernesto Borges da Silva e Josepha Borges), nascida em 3 de janeiro de 1898.
Filhos: Dr. Romildo Borges Mendes, Dra. Maria Nemaura Borges Mendes e Profª Marlene Borges Mendes.

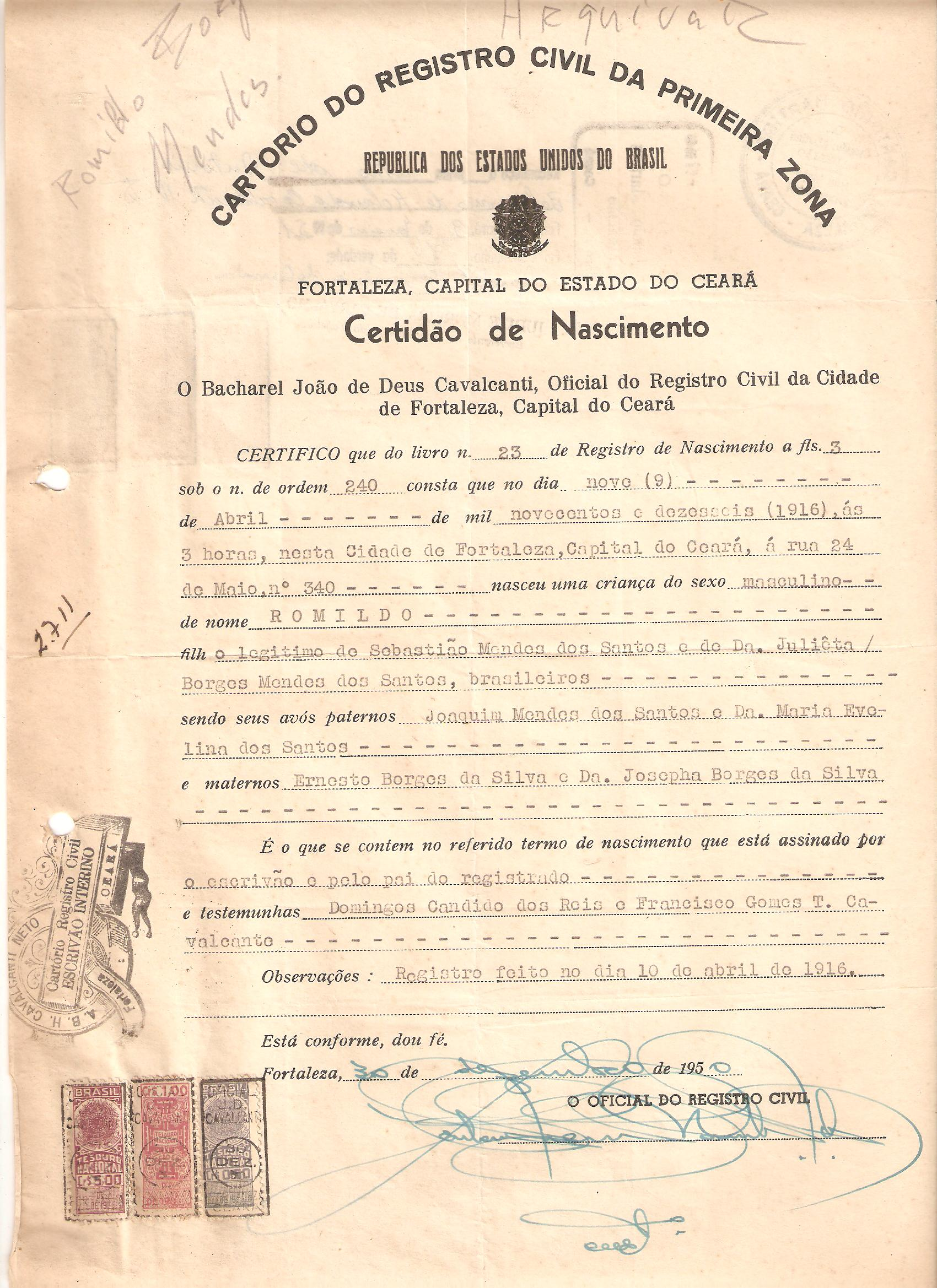
Certidão

Romildo Borges Mendes casado pela primeira vez com Maria Vanda Gomes. Ele natural de Fortaleza, nascido no dia 9 de abril de 1916. Foi médico, professor e político.
Filhos: Romildo Ernesto (historiador, professor, poeta, teatrólogo, ex-monge – Irmão Boaventura; quem estruturou o teatro em Montes Claros-MG), Romildo Charles (policial federal, assassinado em serviço), Luiz Carlos (advogado), Maria do Socorro Zoya.
Segundo casamento com Terezinha de Lélis Mendes, natural de Coração de Jesus-MG, nascida no dia 5 de outubro de 1935.
Casados no ano de 1950.
Filhos: Maria das Graças, Julieta Adelaide, Sebastião Mendes Neto, Romildo Filho, Evelina Maria, Carlos Ernesto e Guilherme.
Teve ele, ainda, outra filha: Waleska Mendes

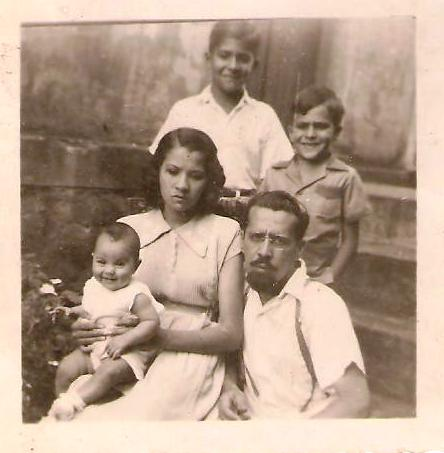
Dr. Mendes e Família

Terezinha de Lélis era filha de Cristino Pereira de Melo (Cristino Lorde, irmão do Cel. Altino Lorde, ambos filhos de Maria Lorde) e Adelaide Augusta de Lélis (filha do Prof. Álvaro Augusto de Lélis e da Profª Felicidade Leal Tupinambá, natural de Montes Claros-MG), ambos naturais de Coração de Jesus/MG.
Filhos: Terezinha de Lélis Mendes, Maria Imaculada, Zulma, Álvaro Nonato, Renato, Armando, José Sobrinho.
Felicidade Tupinambá era filha de Felicidade Perpétua da Silveira Leal (tia-bisavó de Darcy Ribeiro da Silveira), natural de Mato Verde/MG, com o Major Domingos Garcia Tupynambás, natural de Caetité-BA, descendente dos D’Ávilas, da Casa da Torre de Garcia D’Ávila, filho de Tomé de Sousa, primeiro governador-geral do Brasil, por sua vez filho de Dom João de Sousa, Prior de Rates, descendente de Martim Afonso Chichorro (e Urraca Afonso de Castela, filha bastarda de Afonso IV de Castela), filho bastardo de D. Afonso III, da dinastia de Borgonha, o 5.º rei de Portugal, no século XIII, com Mourana Gil, filha de Aloandro Gil, da dinastia de David Hamelesh (do Reino Unido de Israel e Judá); e descendente de Diogo Álvares Correia, o Caramuru, com a índia Catarina Paraguaçu (Guaimbipará) Álvares Caramuru, “Katherine du Brézil” (aclamada: Catarina do Brasil), a Princesa-índia, filha do cacique Taparica, Chefe dos Tupinambás, que dominavam o litoral nordestino do Brasil no século XVI.

## Adendos do JusBrasil
Na época que foi Procurador da Prefeitura de Montes Claros-MG, foi o responsável, em 1959, pela construção dos vestiários para o Campo de Esportes, e pela coplementação das instalações do "Play-Groud".
"Aos onze dias do mês de dezembro do ano de mil novecentos e cincoenta e nove, presentes no Gabinete do Superintendente da Campanha Nacional de Educação Física pelo Ministério da Educação e Cultura, o respectivo titular. Professor Alfredo Colombo, e o Doutor Romildo Borges Mendes na qualidade de procurador da Prefeitura Municipal de Montes Claros, Minas Gerais deliberaram assinar o presente Acôrdo, nos têrmos das Cláusulas que se seguem".
- http://www.jusbrasil.com.br/diarios/3115817/dou-secao-1-16-12-1959-pg-48 Em falta ou vazio |título= (ajuda)

- Prestou exame seriado do segundo ano, em 29/10/1929. COLLEGIO CASTELLO DRANG.
- http://www.jusbrasil.com.br/diarios/2155543/dou-secao-1-29-10-1929-pg-49 Em falta ou vazio |título= (ajuda)